# Merops bulocki
Merops bulocki là một loài chim trong họ Meropidae.